# 루카 헤니
루카 헤니(Luca Hänni, 1994년 10월 8일 ~ )는 스위스의 가수로, 《독일은 슈퍼스타를 찾습니다 시즌 9》의 우승자이다.

## 음반 목록
- My Name Is Luca (2012)
- Living the Dream (2013)
- Dance Until We Die (2014)
- When We Wake Up (2015)
- 110 Karat (2020)